# Пищенко Ігор Миколайович
І́гор Микола́йович Пищенко — полковник Збройних сил України, учасник російсько-української війни.

## Нагороди
- орден Богдана Хмельницького III ступеня (27.11.2014).